# ريان باترسون
ريان باترسون (بالإنجليزية: Ryan Patterson) هو لاعب جمباز فني جنوب أفريقي، ولد في 10 يناير 1994.

## وصلات خارجية
- ريان باترسون على موقع الاتحاد الدولي للجمباز (licence) (الإنجليزية)
- ريان باترسون على موقع الاتحاد الدولي للجمباز (biography) (الإنجليزية)
- ريان باترسون على موقع أوليمبيديا (الإنجليزية)